# Polyura admiralitatis
Polyura admiralitatis är en fjärilsart som beskrevs av Rothschild 1915. Polyura admiralitatis ingår i släktet Polyura och familjen praktfjärilar. Inga underarter finns listade i Catalogue of Life.